# Peleus a druhové
Svatí Peleus a druhové byli křesťanští mučedníci žijící ve 4. století.
Svatý Peleus byl biskupem v Egyptě. Mezi tyto mučedníky patří také biskup Nilus, kněz Eliáš a laik Patermuthius. Všichni byli upálení zaživa při pronásledování křesťanů císařem Galeriem spolu s asi dalšími 150 kleriky a laiky.
Stalo se tak asi roku 310 ve městě Phunon v Palestině.
Jejich svátek se slaví 19. září.
V Martyrologiu Romanum je psáno;
| „ | V Palestině, svatí mučedníci Peleus a Nilus, biskupové v Egyptě, Eliáš, kněz a Patermuthius, kteří byli během pronásledování císaře Diocletiána upáleni pro Krista na hranici spolu s mnoha kleriky. | “ |